# Gloiothele
Глеохеле (Gloiothele) — рід грибів родини Peniophoraceae. Назва вперше опублікована 1920 року.

## Види
В Україні зустрічається глеохеле лимонно-жовта (Gloiothele citrina).

## Галерея

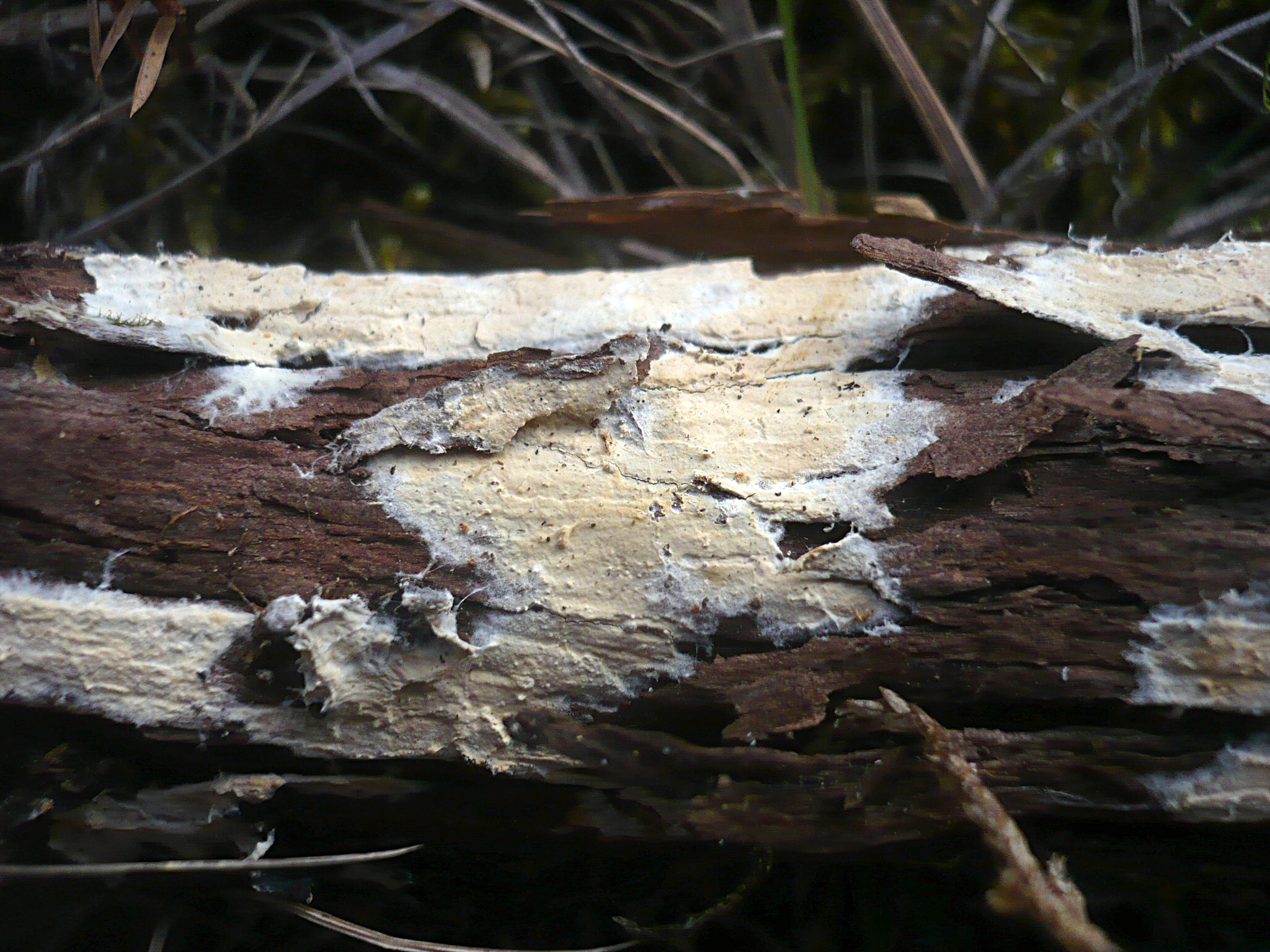
Gloiothele lactescens
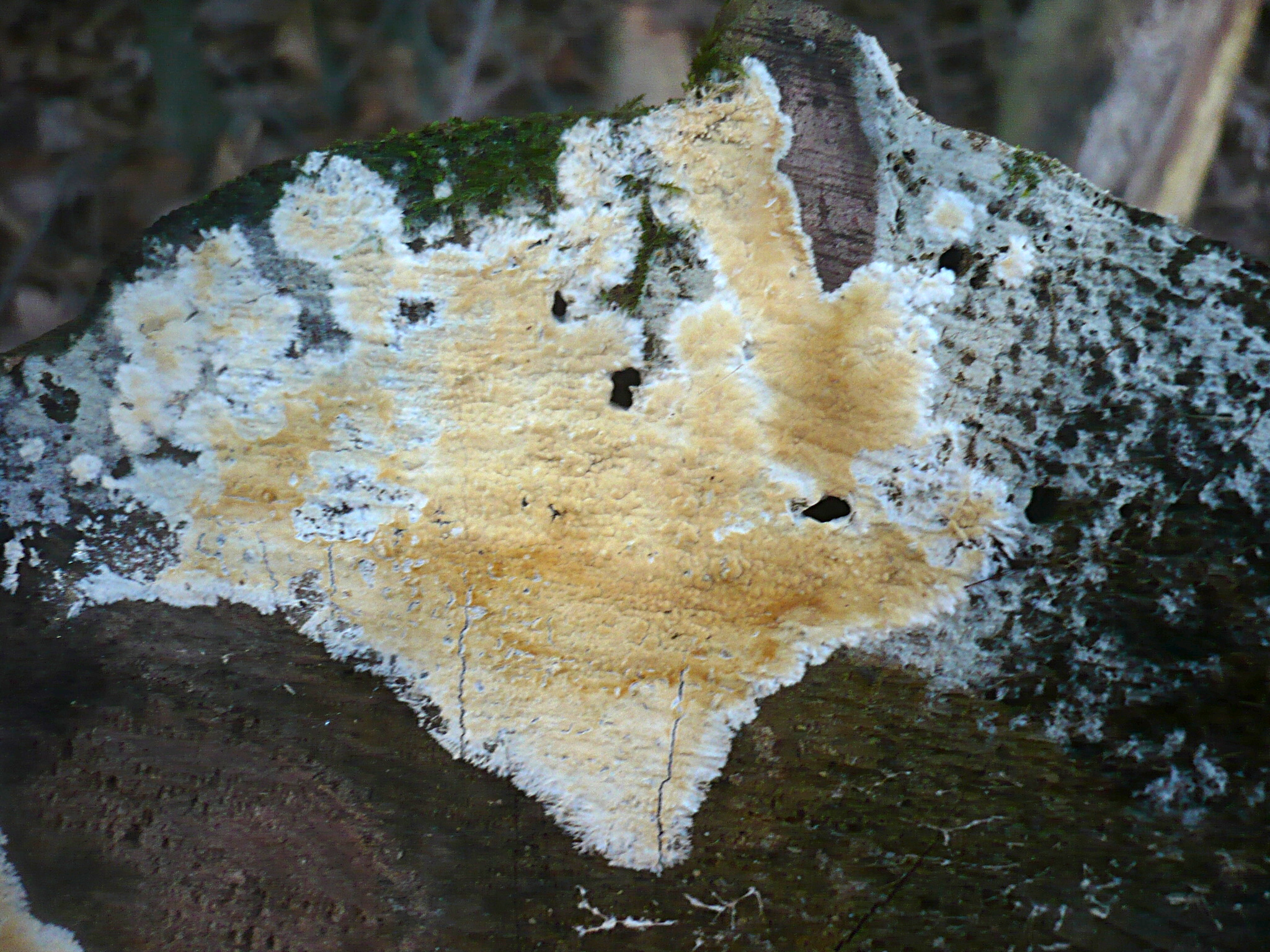
Gloiothele citrina
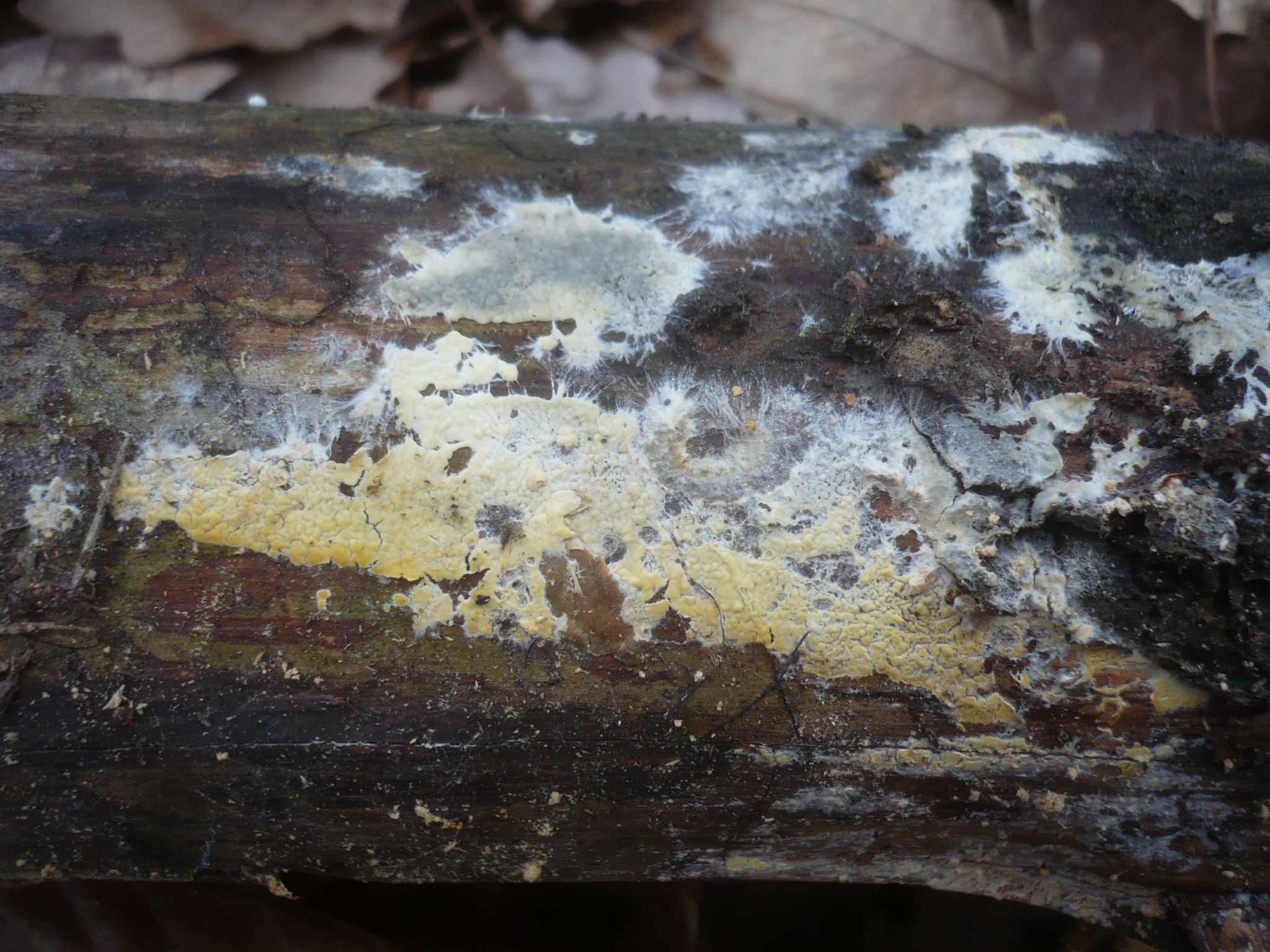
Gloiothele citrina